# Villa Planchart
La villa Planchart, appelée également la Quinta El Cerrito, est une villa construite entre 1953 et 1957 par l'architecte italien Gio Ponti pour Armando et Anala Planchart, située sur les collines de San Romàn à Caracas, au Venezuela. 
Résidence privée, elle devient en 2005, à la mort d'Anala Planchart, une fondation qui a pour objectif la conservation de la villa et l'organisation d'événements culturels.

## Description
Armando et Anala Planchart, collectionneurs et amateurs d’architecture moderne vénézuéliens, invitent Gio Ponti, désormais internationalement connu grâce à la revue Domus, à concevoir leur villa sur les hauteurs de Caracas.
Dans une lettre résumant les souhaits des futurs propriétaires, Gio Ponti promet une « maison sera légère comme un papillon posé sur une colline ». Les époux Planchart lui donnent en effet une grande liberté pour réaliser une villa idéale. À l'extérieur, des murs portés fixés à l’ossature se présentent comme des écrans suspendus et définissent l’espace de la maison. De nuit, un système d’éclairage souligne ses contours ; de jour, les murs blancs ponctués de baies vitrées forment une surface éclatante.
À l’intérieur, Gio Ponti privilégie la multiplicité des points de vue, les ouvertures et la vue sur les montagnes environnantes. Il envisage cette maison comme une sculpture abstraite à grande échelle qui se parcourt de l’intérieur en une séquence ininterrompue de spectacles changeants. Les espaces suivent une division tripartite : côté nord, le quartier de jour en rez-de-chaussée (patio, séjour et salles à manger) s’élevant sur deux niveaux et le quartier de nuit à l’étage ; au sud, les espaces de service. Un jeu kaléidoscopique de couleurs se déploie au fil des pièces et anime leurs surfaces. Les plafonds rayés de jaune dans le salon, la bibliothèque et la petite salle à manger, répondent à la mosaïque de marbre du sol de l’entrée, mais aussi aux cartouches multicolores du plafond de la grande salle à manger. Les  portes et les fenêtres intérieures sont toutes personnalisées grâce aux motifs géométriques peints en rose, jaune et bleu ciel sur fond blanc.
Gio Ponti développe pour cette construction de nombreuses « inventions » comme le lit « tableau de bord » ou les fenêtres aménagées, qui permettent de disposer des tableaux et des objets d’art. Des étagères pivotantes escamotent si besoin les trophées de chasse de la bibliothèque et des jardinières intégrées accueillent en intérieur les orchidées collectionnées et cultivées par Armando Planchart dans les serres du jardin .
La villa Planchart est la transposition d’un rêve d’Italie, niché dans la végétation tropicale du Venezuela. Pour Ponti, elle évoque même une villa florentine. Tous les matériaux, les marbres comme l’aluminium, les menuiseries, mais aussi le mobilier et les objets artisanaux sont acheminés d’Italie par bateau. L’architecte choisit des meubles qu’il a dessinés pour Cassina, Singer & Sons, Giordano Chiesa et Altamira et conçoit même un service de table fabriqué par Richard Ginori aux initiales du couple Planchart. De nombreuses œuvres de Fausto Melotti, Giorgio Morandi, Romano Rui et Massimo Campigli sélectionnées par Gio Ponti dialoguent avec la collection internationale d’art moderne des propriétaires.
Une abondante correspondance retrace cet exemple rare de collaboration entre architecte et commanditaires qui, au fil des ans, s’est transmuée en une amitié profonde.

#### ouvrages
- (it + en + fr) Aria d'Italia, espressione di Gio Ponti, Milan, Daria Guarnati, 1954, p.146-149.
- (it) Antonella Greco, Gio Ponti : la Villa Planchart a Caracas, Rome, Kappa, 2008.
- (it) Fulvio Irace, Gio Ponti, La casa all’italiana, Milan, Electa, 1988, p.150-161.
- (it) Ugo La Pietra, Gio Ponti, L’arte si innamora dell’industria, Milan, Rizzoli, 2009, p. 276-281.
- (it) Silvia Necchi, La villa Planchart, un progetto per corrispondenza (1953-1957), Barcelone, Universidad Politécnica di Catalunya, 2012 (lire en ligne)
- (it) Lisa Licitra Ponti, Gio Ponti, l’opera, Milan, Leonardo, 1990, p.169-171.
- (it) Michele Porcu, Gio Ponti, tre ville inventate : Planchart, Arreaza, Nemazee, Milan, Abitare, Segesta, 2003
- Graziella Roccella (trad. de l'allemand), Gio Ponti, 1891-1979 : La légèreté de la matière, Cologne, Taschen, 2009, 96 p. (ISBN 978-3-8365-0037-1), p. 56-59.

#### articles
- (it) Hannia Gomez, « Gio Ponti’s prediletta villa », Modernism,‎ fall 2007, p. 42–51.
- (it) Arturo Herrera, « Villa Planchart », Domus, no 911,‎ 2008, p. 30-41.
- (it) Gio Ponti, « Il modello della villa Planchart in costruzione a Caracas », Domus, no 303,‎ 1955, p.42-49.
- (it) Gio Ponti, « Una villa Fiorentina », Domus, no 375,‎ 1961, p. 1–40.
- Patricia Koch, « Gio Ponti, metteur en scène », AD,‎ février-mars 2007, p. 112-119.